# Tall Hujayrat al-Ghuzlan

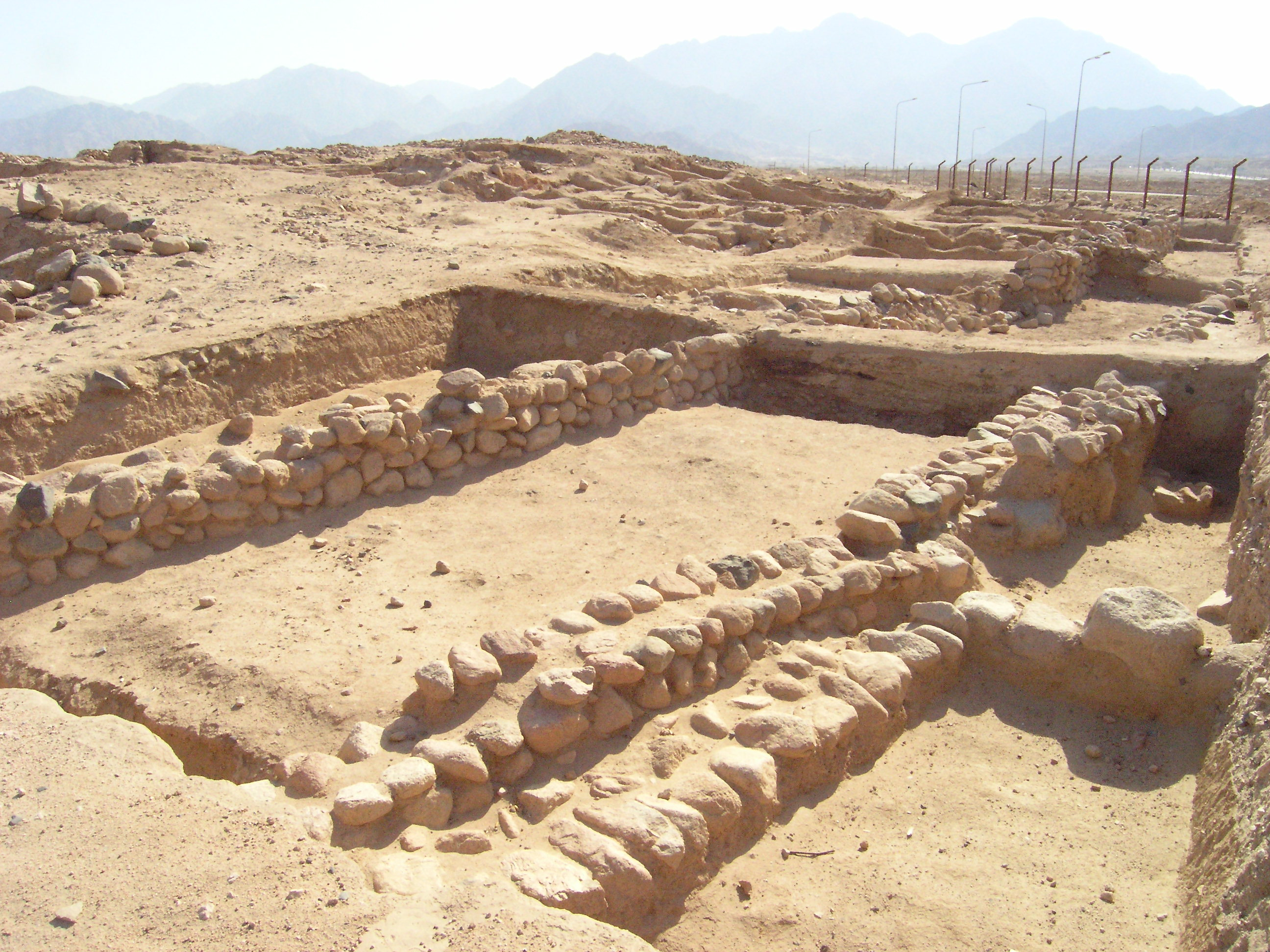
Mauerzüge im Süden

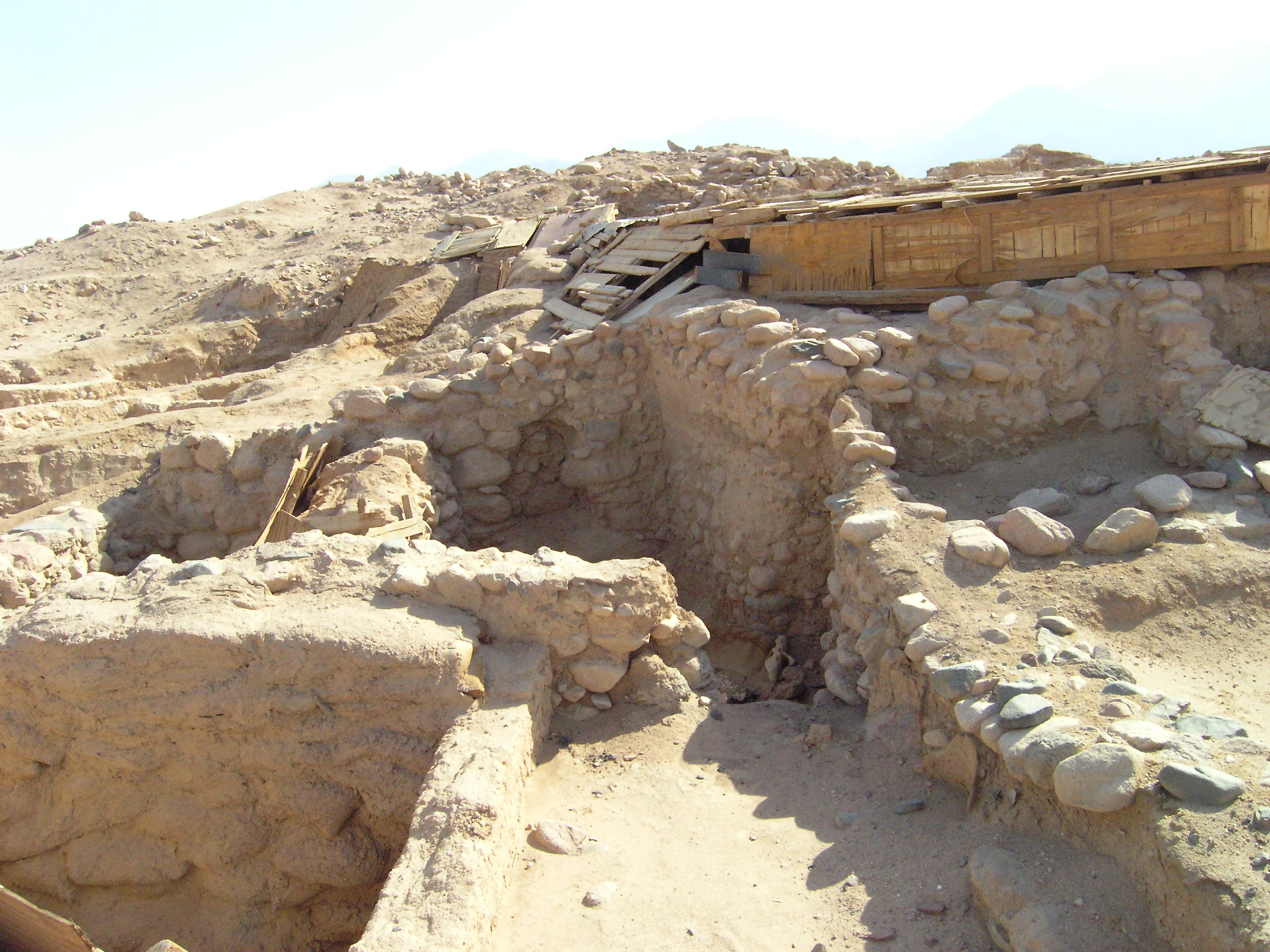
Räume im Westen, teilweise abgedeckt

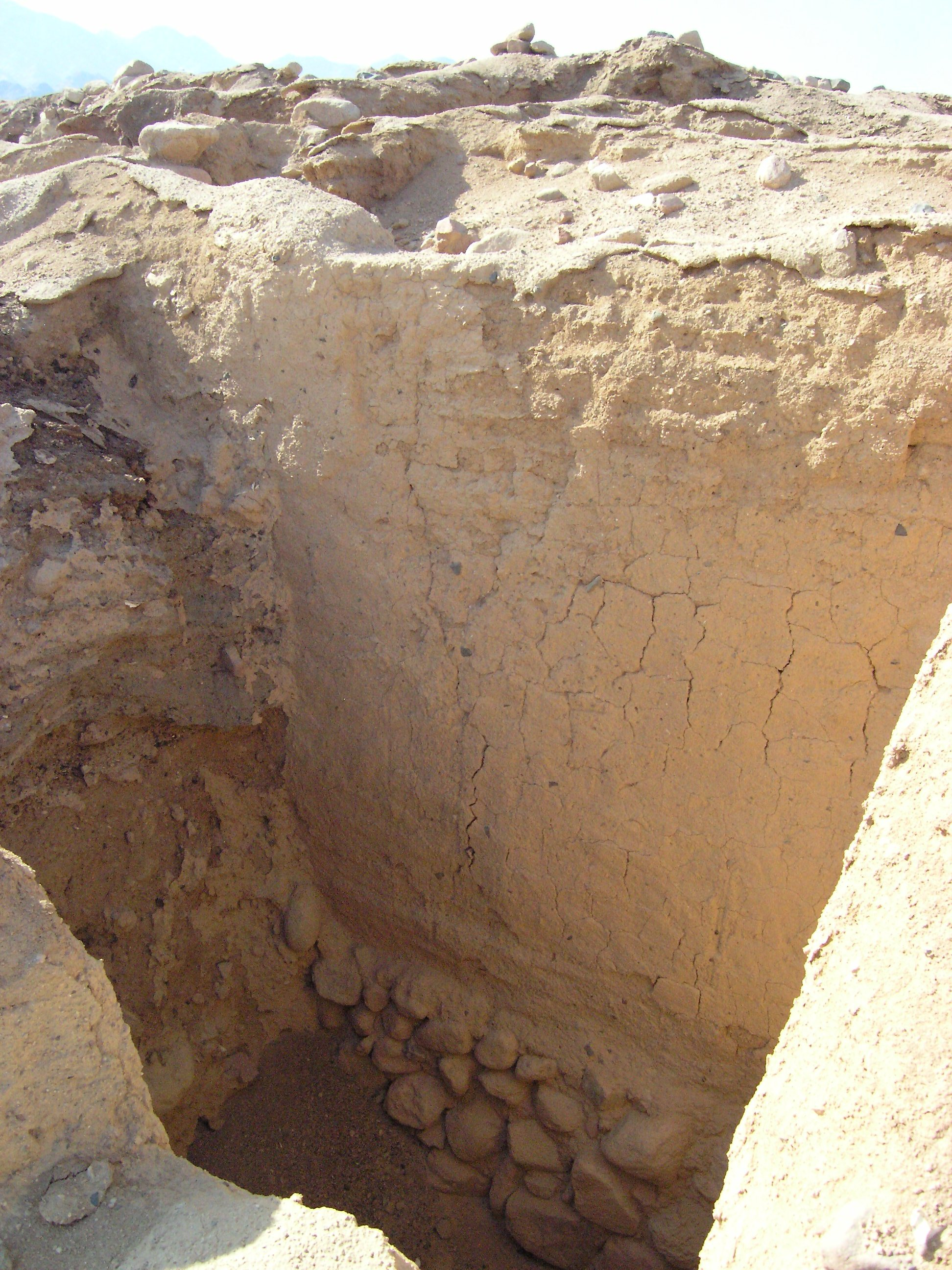
Hoch anstehende Lehmziegelmauer mit Steinfundament

Der Tall Hujayrat al-Ghuzlan (arabisch تل حجيرة الغزلان Tall Hudschairat al-Ghuzlan, DMG Tall Ḥuǧairat al-Ġuzlān, etwa ‚Ort der Gazellen‘) im Wadi Araba ist ein Ausgrabungshügel im südlichen Jordanien bei Aqaba. Im Chalkolithikum (ab dem 4. Jahrtausend v. Chr.) wurde dort Kupfer aus der 30 Kilometer entfernten Erzlagerstätte Timna verarbeitet. Das Dorf war nach heutigen Maßstäben eine Industriestadt der Kupfersteinzeit.

## Lage
Tall Hujayrat al-Ghuzlan liegt gut fünf Kilometer vom Roten Meer entfernt im Schwemmlandfächer des Wadi al-Yitim, das vom Jordanischen Bergland nach Westen zur Aravaebene herunter führt. Der nordwestliche Stadtrand von Aqaba hat sich bereits bis an die Fundstelle ausgedehnt. Im Zuge der Erschließung der Baugebiete wurde das Projekt zur Erforschung des Tells erforderlich und möglich.

## Forschung
Das ASEYM-Projekt (Archaeological Survey and Excavation in the Yitim and Magass Area) begann am nahe gelegenen Tall al-Magass und wird seit 1998 als Gemeinschaftsprojekt zwischen der Archäologischen Fakultät der Universität von Jordanien und dem Deutschen Archäologischen Institut fortgeführt. Auch das Department of Antiquities of Jordan (DoA) und das Archäologische Museum in Aqaba, wo auch ein Teil der Funde ausgestellt ist, beteiligen sich an dem Projekt.
In der Umgebung des Tell liegen wasserwirtschaftliche Anlagen wie Dämme und Kanäle, die zum Schutz vor Sturzfluten während der Winterregen oder zur Bewässerung von Feldern angelegt wurden. Um deren Funktion und die Wasserversorgung des Tells zu klären, führte Matthias Grottker von der Fachhochschule Lübeck ein zweijähriges Projekt durch.
Mittels Datierung über die optisch stimulierte Lumineszenz der Gesteinsoberflächen der wasserwirtschaftlichen Anlagen, die innerhalb des ASEYM-Projektes am Lumineszenzlabor des Geographischen Instituts der Universität Heidelberg erfolgt, wird zusätzlich die genaue zeitliche Einordnung geklärt.
Die Arbeit am Tall Hujayrat al-Ghuzlan wurde von 2002 bis 2011 durch die Deutsche Forschungsgemeinschaft unterstützt.
Im Rahmen des Surveys wurden neben den beiden Tells zahlreiche Fundstellen aus unterschiedlichen Epochen dokumentiert.

## Grabungsergebnisse
Die Ausgrabung auf dem Tell erbrachte eine kleinteilige Bebauungsstruktur mit vielen Räumen. Mauern standen bis zu 4 Meter hoch an, wobei stellenweise Reste von Zwischendecken erkennbar sind. Die Reste von hölzernen Deckenbalken mit zum Teil über 400 Jahresringen bilden eine wertvolle Basis für den Aufbau einer Dendrochronologie der südlichen Levante.
Eine Befestigung des Ortes mit mehreren Mauerschalen wurde im Westen, Süden und Osten nachgewiesen.
Mehrere schachtartige kleine Räume deuten Khalil und Schmidt als Getreidesilos. Jedes könnte etwa fünf Kubikmeter Körner fassen. Bei luftdichtem Abschluss wird in so einem gefüllten Silo der wenige Sauerstoff sehr rasch durch mikrobielle Prozesse verbraucht. Lebensmöglichkeiten für Fraßschädlinge sind damit nicht mehr gegeben und das Getreide ist lange verlustfrei lagerbar. Der Jahresbedarf für mehrere hundert Personen konnte damit in der Siedlung gespeichert werden.
Im Westen des Tells wurden an verputzten Mauern grafische Dekorationen gefunden, die mit Fingerspitzen in den weichen Lehm gedrückt waren. Die Figuren stellen stilisierte Menschen und Tiere, größtenteils Steinböcke, dar. Es wurden auch im Füllmaterial der Räume zahlreiche Hörner von Steinböcken, Ziegen und Gazellen gefunden, deren Bedeutung sich offenbar nicht in der Eigenschaft „Jagdtrophäe“ erschöpft.
Hervorstechend waren unter den Funden mehrere vollständige und viele zerbrochene Gussformen, an denen sich Kupferreste nachweisen ließen. Auch Hortfunde aus Kupfergegenständen und große Mengen an Schlacke belegen die industrielle Verarbeitung von Kupfer und Kupfererz. Bei den Formen fallen zwei Typen auf: ovale mit eingetieftem Boden, die gewölbte Barren ergaben, und flache, rechteckige von etwa 8 × 11 Zentimeter. Beide Formen ergaben Barren von ungefähr 800 Gramm Kupfer.
Möglicherweise wurde in Hujayrat al-Ghuzlan Kupfer aus Timna oder Feinan für den Export in Barren gegossen. Jedenfalls wurden Barren, die zu den aufgefundenen Formen passen, in Unterägypten gefunden. Das rohstoffarme Ägypten hat dagegen Luxusgegenstände eingetauscht, wie das Fragment einer Steinvase in Hujayrat bezeugt.
In der frühen Bronzezeit, etwa 3000 v. Chr. wurde die Produktion und die Siedlung vermutlich nach einem Erdbeben aufgegeben.

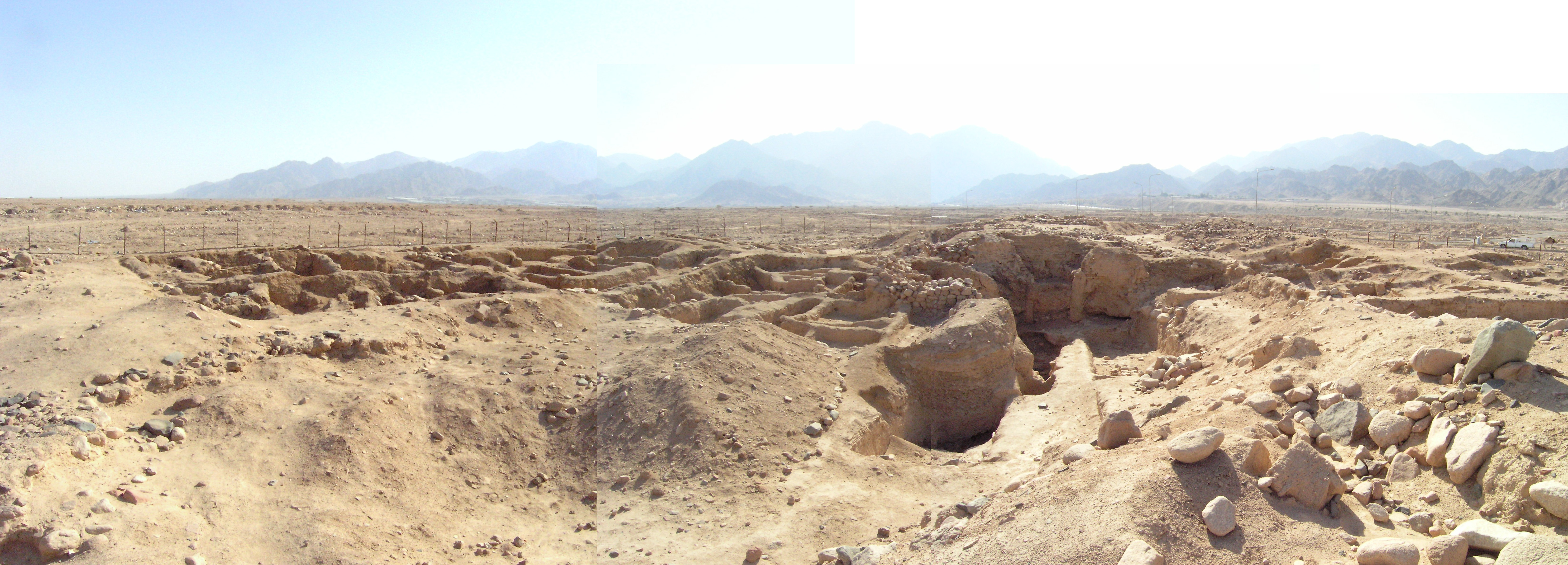
Nördlicher Teil der Ausgrabungen

## Wasserwirtschaftliche Anlagen

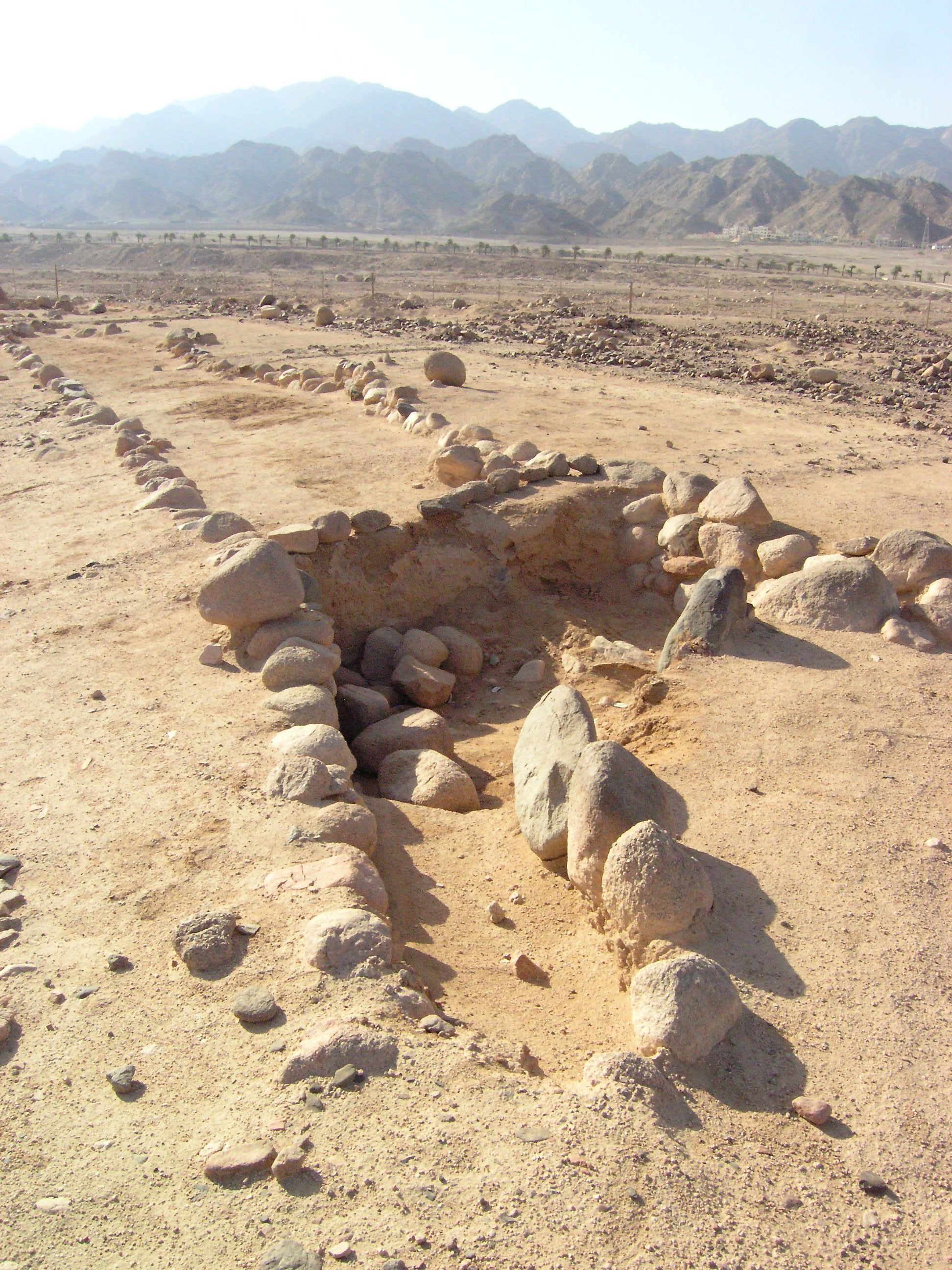
Reste von wasserwirtschaftlichen Anlagen

Wasserspeicher oder Zisternen sind in der Nähe des Tells nicht nachweisbar. In der Umgebung sind viele Dämme und Rinnen erkennbar, die zur Kanalisierung von Wasser gedient haben. Da mehrfach Sinterspuren an den Dämmen festgestellt wurden, ist davon auszugehen, dass sie von kalkhaltigem Grundwasser durchflossen waren. Die Fachhochschule Lübeck führte geoelektrische Untersuchungen durch und entdeckte Aquifere, die unter dem Wadi al-Yitim verlaufen und während der Besiedlung des Tells in der Nähe als Quellen zu Tage traten oder nahe der Oberfläche über Brunnen erreichbar waren. Die Wasserschüttung war ausreichend für die Trinkwasserversorgung der Bevölkerung und die Bewässerung von Feldern. Über Schachtbrunnen dürfte das Wasser gefördert und zwischen den Dämmen auf die Felder geflossen sein, die sich auf mehreren Terrassen südlich des Tells befanden.

## Ausstellung

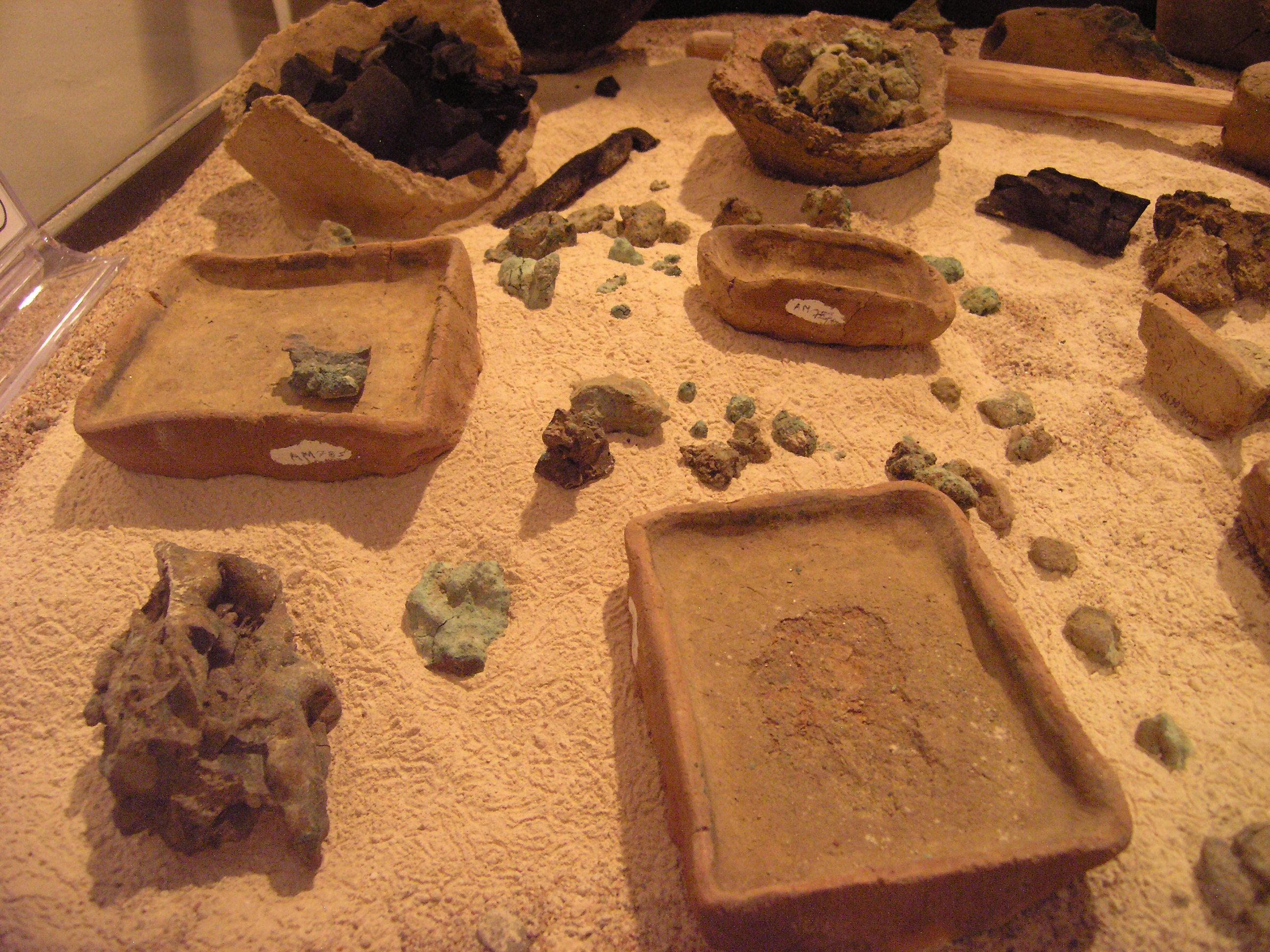
Metallurgische Funde

Im Archäologischen Museum von Aqaba ist ein Raum den Ausgrabungen und Funden vom Tall Hujayrat al-Ghuzlan gewidmet. Neben einfacher Gebrauchskeramik findet sich sorgfältig gearbeiteter Schmuck wie Armreife und Perlen aus Meeresschnecken und Knochen oder Straußeneischalen. Von der Kupfergewinnung und -verarbeitung zeugen Schmelztiegel und Gießformen für die Barrenherstellung sowie Kupfererz und Schlackebrocken. Eine Replik zeigt einen Ausschnitt aus einer figurativ verzierten Lehmwand mit Steinböcken.